# Batallanes
Batallanes (oficialmente San Pedro de Batalláns) es una parroquia española del municipio de Las Nieves, perteneciente a la provincia de Pontevedra, en la comunidad autónoma de Galicia.

## Toponimia
El lugar puede aparecer referido como «Batallanes», «San Pedro de Batallanes», «Batalláns» y «San Pedro de Batalláns».

## Historia
Hacia mediados del siglo XIX, el lugar, ya por entonces perteneciente a Setados, tenía contabilizada una población de 318 habitantes. Aparece descrito en el cuarto volumen del Diccionario geográfico-estadístico-histórico de España y sus posesiones de Ultramar de Pascual Madoz con las siguientes palabras:

BATALLANES (San Pedro de): felig. en la prov. de Pontevedra (5 leg.), dióc. de Tuy (4), part, jud. de Puenteareas (2) y ayunt. de Setados (1 1/4): sit. á las márg. de uno de los riach. afluyentes al r. Tea, en clima templado y bastante sano, si bien propenso á fiebres intermitentes: comprende los l. y cas. de Abelleira, Barcelo, Batalla, Capela, Costeira, Guimarans, Piñeiro, Pousa, San Pedro y Souto de Abajo, que reunen unas 80 casas de pobre construccion: la igl. parr. (San Pedro) es anejo de la de San Miguel de Guillado, que en lo municipal pertenece á Puenteareas: su escaso térm. confina con el de la matriz, con un monte deps. y el mencionado riach.: el terreno participa de algun monte y de llano fértil: los caminos. son locales y mal cuidados, y el correo se recibe por la cap. del part.; prod.: vino, maiz, alubias, centeno, patatas, algun trigo, lino y frutas: cria ganado prefiriendo el vacuno y de cerda: hay caza, pesca y algunos molinos; pobl.: 78 vec., 318 alm.; contr.: con su ayunt. (V.)
(Madoz, 1846, p. 73)

En 2022, tenía empadronados 145 habitantes.

## Organización territorial
La parroquia está conformada por los siguientes lugares: A Abelleira, A Batalla, A Canliña, A Capela, A Cividá, Ansarigo, A Costeira, A Moutada, As Maceiras A Pousa, Barcelo, Ferral, Guimaráns, Lousadela, O Coto, O Outeiro, O Pousiño y Souto.

## Fiestas locales
El 29 de junio se celebra la festividad de San Pedro en honor al patrón del pueblo. Por la mañana los feligreses acuden a misa para dar gracias al santo, y por la noche se congregan acompañados de músicos para bailar y divertirse. 
El 7 de agosto se celebra la romería de San Nomedio. El pueblo se congrega en la puerta de la iglesia y comienza la romería hacia la cima del monte. A 690 metros se encuentran con las romerías de otros tres pueblos, Taboeja,  San José de Ribarteme y Rubiós; para celebrar un acto que tiene como objeto pedirle a San Nomedio que las próximas cosechas sean prósperas. A lo largo del día los romeros escuchan misa, cantan y bailan, y comparten sus almuerzos con los convecinos. 
En el mes de julio es tradición durante la celebración de Corpus Christi, los habitantes de Batallanes confeccionan alfombras con pétalos de flores, cubriendo el interior de la iglesia y el pasillo principal que lleva al cementerio.